# Mud and Sand
Pour plus de détails, voir Fiche technique et Distribution.
Mud and Sand est un film muet américain de 1922, réalisé par Gilbert Pratt et mettant en vedette Stan Laurel. Le film est une parodie d’Arènes sanglantes qui a représenté Rudolph Valentino. La morale de l'histoire est « Si vous voulez vivre longtemps — et être heureux — coupez le taureau ! »

## Fiche technique
- Titre : Mud and Sand
- Titres français : Rigolo toréador / Laurel dans l'arène
- Réalisation : Gilbert Pratt
- Scénario : Tom Miranda
- Production : Gilbert M. Anderson
- Photographie : Irving Ries
- Pays de production :  États-Unis
- Format : Noir et blanc - film muet
- Genre : Comédie
- Durée : 26 minutes
- Date de sortie : 
  - États-Unis : 13 novembre 1922

## Distribution
- Stan Laurel : Rhubarb Vaseline
- Leona Anderson : Filet de Sole
- Wheeler Dryden : Sapo
- Sam Kaufman : Humador
- Mae Laurel : Pavaloosky
- Julie Leonard : Caramel